# میگنی
میگنی (به فرانسوی: Migny) یک کمون در فرانسه است که در اندر واقع شده‌است. میگنی ۱۳٫۳۵ کیلومتر مربع مساحت و ۱۱۹ نفر جمعیت دارد و ۱۲۳ متر بالاتر از سطح دریا واقع شده‌است.